# Norstedt
Norstedt (północnofryz. Noorst; duń. Nordsted) – gmina w Niemczech w kraju związkowym Szlezwik-Holsztyn, w powiecie Nordfriesland, wchodzi w skład urzędu Viöl.